# 香港居民
香港居民（英語：Hong Kong residents）指有資格依照香港法律取得香港身份證的人。根據《香港特別行政區基本法》第三章第二十四條，香港居民包括「永久性居民」和「非永久性居民」兩類。前者具有香港居留權和有資格取得載明其居留權的永久性居民身份證，後者為有資格取得香港身份證但沒有居留權的人。
1949年两岸分治格局產生後，中华民国政府和中华人民共和国政府均将港澳兩地的華裔居民视为本国公民。香港居民可申请中华民国华侨身份。1997年香港主權移交至中華人民共和國，所有華裔居民，不論其意願，均自動賦予中華人民共和國國籍。另外，中華民國政府在主權移交後，亦将港澳兩地定义为特殊区域，不再接受港澳居民的华侨身份申请，排除出無戶籍國民的范围:96。香港居民無論擁有中華民國國籍亦或是中華人民共和國國籍在香港都會被視為中國公民。
現時，香港居民並非全部仅擁有中華人民共和國國籍，香港居民中既有中國籍香港居民，也有包括中國以外國家的國籍和無國籍在內的非中國籍香港居民。且由於香港特區政府默許雙重國籍存在，因此除了外籍居民，中國籍香港居民亦可同時擁有別國國籍。香港永久性居民不論擁有中國國籍或非中國國籍，都一視同仁享有永久性居民的法定權利。但中國籍的香港永久性居民，可享有額外的權利，例如有權申請香港特區護照和擔任香港特區政府的高級職位。

## 歷史

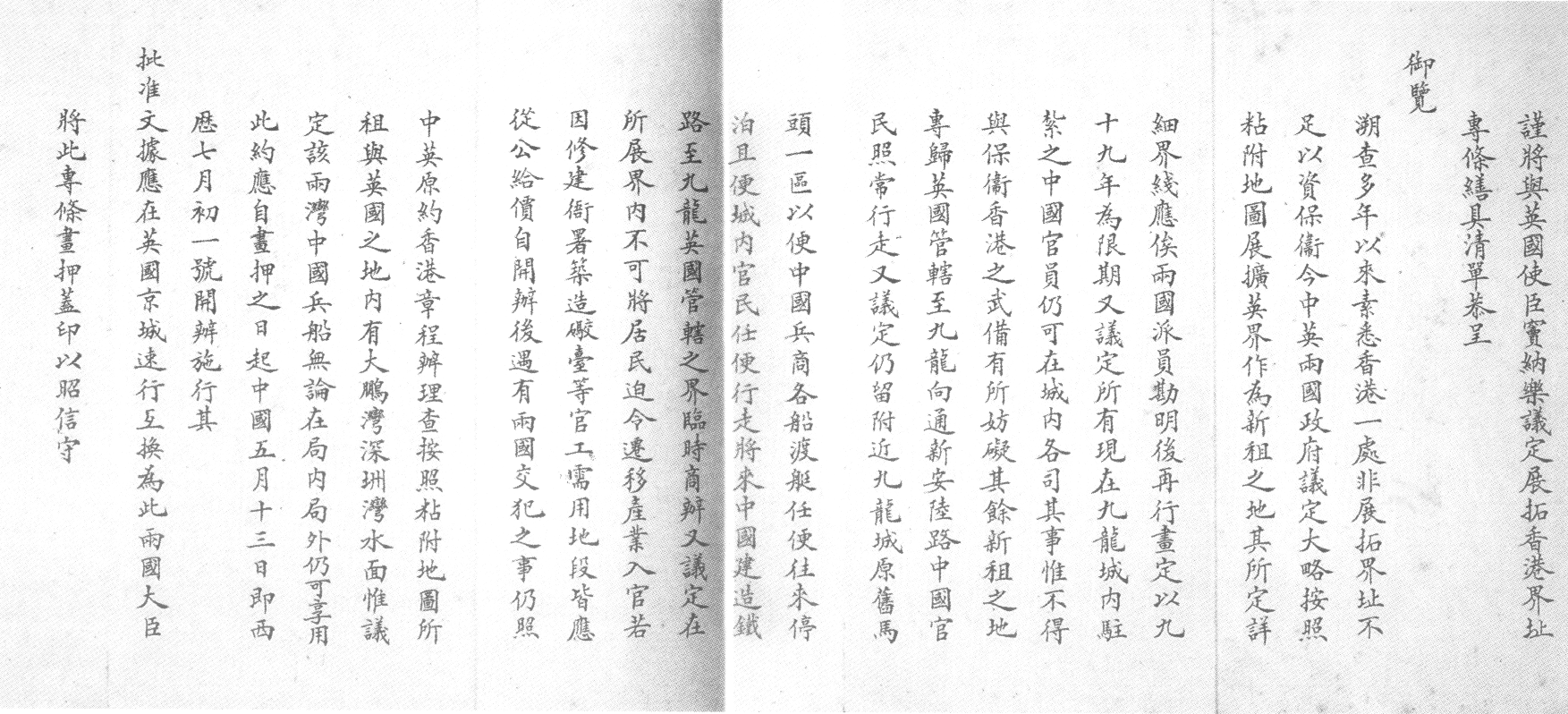
1898年《展拓香港界址專條》原文定有「至九龍向通新安陸路，中國官民照常行走」

1949年以前，香港政府無限制中國居民移居香港。一般人皆可以隨意經深圳河來往兩地，香港亦沒有對中國籍居民（中華民國國民）進行人事登記，更沒有出入境管制。1949年因國共內戰戰局的大幅推進，中华人民共和国成立後，由於政治原因，大量中國大陸難民湧入香港。當局為控制香港人口，開始實行港深邊境管制，限制中华人民共和国国民入境，並開始向香港居民發出身份證。首次登記在1949年展開，當時發出的身份證只是一張以人手填上資料的紙張。香港政府要求香港居民如有進出中國及澳門需求需要申領和使用回港證過關，並且根據廣東省政府要求在進出中國內地時使用《港澳同胞回乡介绍书》（1979年后改为回乡证）。
1960年6月1日起，香港政府改發第二代身份證。這種身份證上有持證人的指模及照片，資料以打字機填上，並且加以過膠。男性的身份證為藍色，女性的身份證則為紅色。1973年11月，政府改發第三代身份證，證件上的指模取消，不再以顏色區分性別。第二及第三代身份證上蓋有簽發印章，以綠色代表居港不足七年的居民，黑色代表永久居民。故此當時永久居民俗稱「黑印居民」；新移民俗稱“綠印居民”。1974年，香港政府实施抵壘政策，给予偷渡抵港的中华人民共和国国民以香港居民身分。1980年10月23日，政策取消，转为即捕即解政策。
1983年3月，人民入境事務處（今入境事務處）推出第一代電腦身份證，較舊證加強防偽措施，並透過電腦系統令出入境程序簡化。1987年6月1日，香港入境處再為所有香港居民簽發沒有殖民地徽號，可以過渡到1997年7月1日主權移交後的第二代電腦身份證。身份證上18歲或以上的永久居民有三個星號，而11歲至17歲的永久居民只有一個星號，而非永久居民則沒有星號。故此當時永久居民俗稱「三粒星居民」。而随着时间变化，到1997年7月1日主權移交前，绝大多数香港永久居民持有英国属土公民护照（BDTC）与英国国民（海外）护照（BNO），拥有双重或多重国籍。
任何人士在香港合法居住七年後，經過一系列程序後，可申請歸化成為英國屬土公民以及成為香港永久性居民；香港主權移交後，香港居留權（英文为Right of Abode）受基本法保护。持有效旅行證件進入香港、連續七年或以上通常居於香港並以香港為永久居住地的條件的人，可成為永久性居民。這些條件是《基本法》第24條第2款第4項及《入境條例》附表一訂明。這些要求適用於所有外籍人士，而不限於持有工作簽證的人士。。

### 主權移交前的定義
1987年7月1日之前
《人民入境條例》只規定了哪些人有入境香港且在港不受限制居留的權利。在緊接1983年1月1日之前以下人士具有香港入境權並免受居留條件限制：
- 香港本土人；
- 華裔居民；
- 居港英國公民（在香港通常連續居住不少於七年）；
- 居港聯合王國本土人（在香港通常連續居住不少於七年）。

而香港本土人指:
- 緊接1983年1月1日之前在香港出生的英籍人士；
- 緊接1983年1月1日之前憑在香港入籍而成為英籍人士的人；
- 根據《1948年英國國籍法》第7(2)條在香港登記而成為英籍人士的人；
- 與上述各項的人結婚或曾與其結婚的英籍人士，或所述的人的子女的英籍人士。

居港英國公民指以英國公民身分，或以部分為聯合王國本土人而部分則為英國公民的身分，在任何期間內已至少連續7年通常居於香港的英國公民。
聯合王國本土人指緊接1983年1月1日之前，因在聯合王國出生、被領養、入籍或登記而成為聯合王國及殖民地公民的人，或此等人士的妻室或子女。
居港聯合王國本土人指在1983年1月1日以前的任何期間內，已至少連續7年通常居於香港的聯合王國本土人。
華裔居民指有純粹或部份中國人血統並在香港通常連續居住不少於七年的非香港本土人。
1987年7月1日起
港英政府修訂《人民入境條例》，在法律上引入「居留權」和「永久性居民」概念。在1997年6月30日，《人民入境条例》附表1對香港永久性居民對定義如下：
- 純粹為華人血統或帶有華人血統並曾在任何時間至少連續7年通常居於香港的人。
- 英國屬土公民且
  - (a) 屬《1986年香港(英國國籍)令》第2條所指明與香港有關連的界別或種類的人；或
  - (b) 憑藉與《1981年英國國籍法》附表6所述的英國屬土(香港以外)的關連而成為英國屬土公民並曾與(a)分節所指明的人結婚的人。
- 屬英聯邦公民並在緊接1983年1月1日之前憑藉香港本土人身份享有香港入境權的人。

1997年6月30日生效的《1997年人民入境(修訂)條例》撤除約22000名英國公民的香港入境權並給予他們無條件逗留的准許。因此曾代表居港權的入境權曾短暫在香港歷史上消失。在1997年6月29日，對香港入境權的規定如下：
居港英國公民及居港聯合王國本土人具有香港入境權。
1. 根據《人民入境条例》第 (2) 款，居港英國公民或居港聯合王國本土人有權: (a)在香港入境；  (b)不被施加任何逗留香港的條件，而任何對他施加的逗留條件，均屬無效；及  (c)不得針對他作出遣送離境令。
2. 如有遞解離境令根據《人民入境条例》第20條針對居港英國公民及居港聯合王國本土人作出，則在該遞解離境令有效的期間，該項入境權停止有效。

## 《中英聯合聲明》定義
中英雙方在1984年12月19日，就香港前途問題簽訂《中英聯合聲明》。《中英聯合聲明》附件一對香港永久性居民的定義如下：
- 在香港特別行政區成立以前或以後在當地出生或通常居住連續七年以上的中國公民及其在香港以外所生的中國籍子女；
- 在香港特別行政區成立以前或以後在當地通常居住連續七年以上並以香港為永久居住地的其他人及其在香港特別行政區成立以前或以後在當地出生的未滿二十一歲的子女；
- 以及在香港特別行政區成立前只在香港有居留權的其他人。

## 《香港基本法》定義

### 永久性居民
香港特別行政區永久性居民為：
- （一）在香港特別行政區成立以前或以後在香港出生的中國公民；
- （二）在香港特別行政區成立以前或以後在香港通常居住連續七年以上的中國公民；
- （三）第（一）、（二）兩項所列居民在香港以外所生的中國籍子女；
- （四）在香港特別行政區成立以前或以後持有效旅行證件進入香港、在香港通常居住連續七年以上並以香港為永久居住地的非中國籍的人；
- （五）在香港特別行政區成立以前或以後第（四）項所列居民在香港所生的未滿二十一周歲的子女；
- （六）第（一）至（五）項所列居民以外在香港特別行政區成立以前只在香港有居留權的人。

根據香港《入境條例》附表1第7段，非中國公民的香港特別行政區永久性居民，只要在不再通常居於香港後，有連續36個月或以上不在香港，便喪失其永久性居民身份。但這些人士仍享有香港入境權，可隨時自由進出香港，在香港居住、讀書或工作而不受任何限制。至於屬於中國公民的香港特別行政區永久性居民，即使永久離開香港，亦不會喪失其永久性居民身份。他們也沒有任何途徑可以放棄此身份，除非有關人士取得其他國籍，並獲入境事務處批准退出中國國籍，再以非中國公民的香港特別行政區永久性居民身份，按照上文方式喪失其永久性居民身份。

### 非永久性居民
香港特別行政區非永久性居民為：有資格依照香港特別行政區法律取得香港居民身份證，但沒有香港居留權的人。
根據《香港特別行政區基本法》第二十四條，香港特別行政區居民，簡稱香港居民，包括了永久性居民和非永久性居民。因此，香港非永久性居民也是香港居民。

## 中华民国相关
中華民國國民政府與行憲後的中華民國政府曾持港澳地區为中华民国固有领土的观点，惟二戰結束後因英國首相邱吉爾對香港主權移交的強烈態度而未能成功。最终蔣中正妥協以中國戰區盟軍最高統帥名義與英国政府共同受降，後者則實際接收香港，即香港重光。1949年10月，中华人民共和国成立。1950年1月，英国承认中华人民共和国，与中华民国断交。
1950年代起，退守台湾的中华民国政府仍將香港华裔居民视为中華民國國民，即华侨或無戶籍國民:96。香港僑生亦与其它地区侨生一样前往台湾就读升学，亦可以自動領取中華民國國民身份證，具有投票權。1994年5月，中華民國內政部废止《回國僑生戶籍登記辦法》。1997年，香港移交中华人民共和国。中华民国為應對情勢，避免間接在法理上「承認中共接收香港地區及澳門地區」，在其移交前制定《香港澳門關係條例》，定义“香港居民”為具有香港永久居留資格，且未持有英國國民（海外）護照或香港特區護照以外之旅行證照者。1999年，澳门移交中华人民共和国。中华民国政府将港澳定位为“有別大陸其他地區之特別區域”，不再是侨区。中華民國僑務委員會不再向港澳居民核发“役政用華僑身分證明書或護照加簽僑居身分”。港澳居民被排除出無戶籍國民的范围:96。在中華民國憲法增修條文架構下，香港人（香港居民）定义为非外國人、亦非無國籍者。
1997年起，香港法律依据全国人大常委会《关于处理香港原有法律的决定》定义中国即中华人民共和国，中华人民共和国管辖区包括中华民国实际管辖区域——台湾（参见中国大陆在法律上的用法）。遵循中央政府的一个中国原则，在香港的中华民国国民仍是中国公民（中华人民共和国公民），实务中称为台湾居民（台湾华籍居民）。中华民国国民取得香港永久居留权时，当是以“中国公民”身份获得。

## 投票權
十八歲或以上的香港永久性居民，若通常在香港居住，及未喪失登記為選民的資格，可登記成為選民。

## 香港居民享用公共服務的資格

### 公共房屋
十八歲或以上有香港入境權的香港居民，如其入息和資產不超逾規定的限額，便可申請公共房屋。在編配房屋時，申請住戶至少半數家庭成員必須已居港七年或以上。至於十八歲以下的兒童，如父母其中一人已居港七年或以上，則不論該兒童在何處出生，就申請而言都會被視為已居港七年或以上。

### 綜援、傷殘津貼和高齡津貼
由2004年1月1日起，綜援、傷殘津貼或高齡津貼申請人，必須已成為香港居民最少七年，並且在緊接申請日期前已連續居港至少一年。十八歲以下香港居民申請綜援或傷殘津貼，可獲豁免任何須先在港居住的規定。至於在2004年1月1日前已成為香港居民的人士，只須在緊接申請日期前已連續居港一年，便可提出申請。社會福利署署長會繼續行使酌情權，豁免有真正困難的綜援申請人的居港規定。然而，有关綜援的居港七年的要求已于2013年被香港终审法院以违法《香港基本法》为由推翻，香港居民如需申请綜援，只需满足連續居港至少一年的要求。

### 福利服務
至於兒童與家庭服務、輔導服務、康復護理服務等福利服務，符合資格與否一般視乎申請人的確實需要而定。就可享用的服務和享用資格而言，永久性居民與非永久性居民並無分別。

### 醫療服務
政府的政策是確保不會有人因經濟困難而不能獲得適當的醫療服務。醫院管理局和衞生署提供的公共醫護服務，不會因個別人士是永久性居民或非永久性居民而有所不同。不過，並無持有香港居民身分證的病人，使用醫療服務時不會獲公帑資助，他們須支付所使用服務的全數成本作為費用。香港居民則可以「符合資格人士」身份，以資助價公共醫護服務。

### 教育
個別人士是否符合資格獲分配官立及資助類別學校學位，並不取決於他是否具永久性居民身分。一般而言，持有能證明有關居民身分的有效身分證明文件的所有香港居民，均符合資格入讀官立及資助類別學校。至於非香港居民，則必須持有經入境事務處特別簽注的有效旅行證件，才可入讀官立及資助類別學校。持有學生簽證的非本地居民，只可入讀私立學校。

### 康樂文化
所有香港居民，均符合資格申請康文署圖書證。非香港居民亦可申請，但須提供一名成年的香港居民作為擔保人。

## 外部連結
- 香港特別行政區居留權 （页面存档备份，存于）